# Mike Schmitz
Michael Thomas "Mike" Schmitz (Chicago (Illinois), 14 december 1974) is een Amerikaans priester van de Rooms-Katholieke Kerk en leider van de Youth and Young Adult Ministries van het bisdom Duluth, Minnesota. Schmitz is tevens spreker, auteur en actief op YouTube.

## Biografie
Schmitz werd geboren in 1974 en groeide op in een katholiek gezin met zes kinderen. Als kind had hij weinig interesse voor het katholieke geloof, totdat hij op 15-jarige leeftijd een bijzondere ervaring had tijdens het biechten. Deze spirituele gebeurtenis zette voor Schmitz een zoektocht in gang naar Gods plan voor zijn leven. Hij voelde zich geroepen tot het priesterschap en werd seminarist aan het seminarie in Saint Paul, Minnesota. In 2003 werd Schmitz in het bisdom van Duluth door aartsbisschop Dennis Marion Schnurr tot priester gewijd. Na zijn wijding nam hij de leiding over de Youth and Young Adult Ministries van het bisdom. Tevens werd Schmitz kapelaan van het Newman Center aan de Universiteit van Minnesota Duluth, welke katholieke bediening verzorgt voor studenten.
In 2015 raakte Schmitz betrokken bij Ascension, een religieuze organisatie die de waarheid en schoonheid van het katholieke geloof tracht te verkondigen. Schmitz werd het gezicht van Ascension Presents. Geïnspireerd vanuit het katholieke geloof, maken ze video's, podcasts en artikelen over religieuze en culturele onderwerpen. Ascension Presents richtte een eigen YouTube-kanaal op, waarvan de meeste video's werden (en worden) verzorgd door Schmitz. Het Youtube-kanaal heeft 550.000 abonnees en de video's zijn meer dan 74 miljoen keer bekeken.
Naast Schmitz' werk voor Ascension, verschijnt hij regelmatig als spreker bij katholieke evenementen en schrijft hij artikelen en boeken.

## Boeken
- Made for Love: Same-Sex Attraction and the Catholic Church (2018)
- Don't Be Afraid to Say Yes to God!: Pope Francis Speaks to Young People with reflections by Fr. Mike Schmitz (2018)
- How to Make Great Decisions (2019)
- A World Undone: Finding God When Life Doesn't Make Sense (2020)